# Olivier Eggimann
Olivier Eggimann (Renens, 28 januari 1919 - 16 april 2002) was een Zwitsers voetballer die speelde als middenvelder.

## Carrière
Eggimann startte zijn loopbaan bij de plaatselijke ploeg FC Renens, in 1936 maakte hij een overstap naar Lausanne-Sport. Waar hij speelde tot in 1940, tijdens de oorlogsjaren speelde hij voor BSC Young Boys. Nadien verhuisde hij naar Servette waarmee hij landskampioen wordt in 1950 en de beker wint in 1949. Nadien speelde hij een korte periode bij FC Malley om zijn carrière te eindigen bij La Chaux-de-Fonds waarmee hij nog verschillende prijzen wist te winnen.
Eggimann speelde tussen 1941 en 1955 voor Zwitserland, hij speelde in totaal 44 wedstrijden en nam deel aan het WK 1950 en WK 1954.

## Erelijst
- BSC Young Boys
  - Zwitserse voetbalbeker: 1945
- Servette FC Genève
  - Landskampioen: 1950
  - Zwitserse voetbalbeker: 1949
- La Chaux-de-Fonds
  - Landskampioen: 1954, 1955
  - Zwitserse voetbalbeker: 1954, 1955, 1957